# Littlebury
 (avril 2023).
Littlebury est un village et une paroisse civile de l'Essex, en Angleterre.